# Lijst van voetbalinterlands Nederland - Spanje (vrouwen)
Deze lijst van voetbalinterlands is een overzicht van alle voetbalwedstrijden tussen de nationale vrouwenteams van Nederland en Spanje. Nederland en Spanje hebben elf keer tegen elkaar gespeeld. De eerste wedstrijd was op 12 december 1999 in Córdoba.

## Wedstrijden
| №  | Plaats                | Datum            | Competitie                  | Wedstrijd          | Uitslag |
| -- | --------------------- | ---------------- | --------------------------- | ------------------ | ------- |
| 1  | Córdoba               | 12 december 1999 | EK 2001 kwalificatie        | Spanje − Nederland | 1 − 1   |
| 2  | Almelo                | 1 april 2000     | EK 2001 kwalificatie        | Nederland − Spanje | 1 − 2   |
| 3  | Zwolle                | 26 maart 2003    | EK 2005 kwalificatie        | Nederland − Spanje | 0 − 1   |
| 4  | La Roda               | 21 maart 2004    | EK 2005 kwalificatie        | Spanje − Nederland | 0 − 0   |
| 5  | Las Palmas            | 16 februari 2005 | Vriendschappelijk           | Spanje − Nederland | 0 − 0   |
| 6  | Las Rozas de Madrid   | 25 oktober 2008  | EK 2009 kwalificatie        | Spanje − Nederland | 0 − 2   |
| 7  | Volendam              | 30 oktober 2008  | EK 2009 kwalificatie        | Nederland − Spanje | 2 − 0   |
| 8  | San Pedro del Pinatar | 20 januari 2018  | Vriendschappelijk           | Spanje − Nederland | 2 − 0   |
| 9  | Parchal               | 27 februari 2019 | Vriendschappelijk           | Spanje − Nederland | 2 − 0   |
| 10 | Marbella              | 9 april 2021     | Vriendschappelijk           | Spanje − Nederland | 1 − 0   |
| 11 | Wellington            | 11 augustus 2023 | WK 2023                     | Spanje − Nederland | 2 − 1   |
| 12 | Sevilla               | 23 februari 2024 | UEFA Women's Nations League | Spanje − Nederland | 3 − 0   |

## Samenvatting
| Competitie                  | Totaal gespeeld | Winst Nederland | Gelijk | Winst Spanje | Doelsaldo Nederland – Spanje |
| --------------------------- | --------------- | --------------- | ------ | ------------ | ---------------------------- |
| WK-eindronde                | 1               | 0               | 0      | 1            | 1 − 2                        |
| EK-kwalificatie             | 7               | 2               | 2      | 3            | 6 − 5                        |
| Vriendschappelijk           | 3               | 0               | 1      | 2            | 0 − 4                        |
| UEFA Women's Nations League | 1               | 0               | 0      | 1            | 0 − 3                        |
| Totaal                      | 12              | 2               | 3      | 7            | 7 − 14                       |